# پاپی مونتگومری
پوپی مونتگومری (انگلیسی: Poppy Montgomery؛ زادهٔ ۱۹ ژوئن ۱۹۷۲) یک هنرپیشه اهل استرالیا است. وی از سال ۱۹۹۴ میلادی تاکنون مشغول فعالیت بوده‌است.
او در فیلم مرد مرده در محوطه دانشگاه، خواهر دیگر و جادو فراتر از کلمات بازی کرده است.